# Schalchen (Oberösterreich)
Schalchen  ist eine Gemeinde in Oberösterreich im Bezirk Braunau am Inn im Innviertel mit 4154 Einwohnern (Stand 1. Jänner 2024).

## Geografie
Schalchen  liegt auf 439 m Höhe im Innviertel. Die Ausdehnung beträgt von Nord nach Süd 10,8 km, von West nach Ost 8,9 km. Die Gesamtfläche beträgt 41,4 km². 56 % der Fläche sind bewaldet, 38,7 % der Fläche werden landwirtschaftlich genutzt.

### Gemeindegliederung
Das Gemeindegebiet umfasst folgende 25 Ortschaften (in Klammern Einwohnerzahl Stand 1. Jänner 2024):
- Äpfelberg (99)
- Au (59)
- Auffang (273)
- Baumgarten (13)
- Erb (251)
- Furth (128)
- Häuslberg (55)
- Hitzleiten (32)
- Langwiedmoos (51)
- Mitterholzleiten (100)
- Neudorf (104)
- Oberharlochen (50)
- Oberholzleiten (68)
- Oberlindach (154)
- Oberweinberg (63)
- Schalchen (1830)
- Stallhofen (185)
- Unterharlochen (62)
- Unterholzleiten (18)
- Unterlindach (33)
- Unterlochen (114)
- Unterweinberg (176)
- Weinberg (172)
- Wiesing (50)
- Zeiledt (14)

Die Gemeinde besteht aus den Katastralgemeinden Furth, Schalchen, Unterlochen und Weinberg.
Der zuständige Gerichtsbezirk ist der Gerichtsbezirk Mattighofen.

### Nachbargemeinden
|                           | Helpfau-Uttendorf                           |                |
| Pischelsdorf am Engelbach | Kompassrose, die auf Nachbargemeinden zeigt | Maria Schmolln |
| Mattighofen               | Munderfing                                  |                |

## Geschichte
Die Geschichte der Gemeinde Schalchen reicht bis zur Römerzeit zurück. Um 15 v. Chr. ließ Kaiser Augustus die Alpenländer erobern und das Königreich Noricum besetzen. Zu dieser Zeit bestanden bereits eine Siedlung, eine Kulturstätte und ein Friedhof in Schalchen-Mattighofen. Der zu einem Taufbecken umgestaltete Votivstein in der Schalchner Pfarrkirche und der Altarstein in Mattighofen stammen wahrscheinlich aus dieser Weihstelle.
In der ersten Hälfte des 6. Jahrhunderts wanderten die heidnischen Bajuwaren in das westliche Ostalpengebiet und den Voralpenraum ein und besiedelten zunächst die waldfreien Gebiete an den Flüssen. Im 7. und 8. Jahrhundert wurden Schalchen und Umgebung im Verlauf der Besiedelung durch die Bayern endgültig christianisiert. Im 7. und 8. Jahrhundert gehörte Schalchen zum Besitztum der bayrischen Herzogsfamilie Agilolfinger. Im 9. und 10. Jahrhundert zählte es zum Königshof der Karolinger in Mattighofen.
Wie einer Chronik aus dem Jahre 1349 zu entnehmen ist, forderte zu dieser Zeit die Pest in Schalchen viele Menschen zum Opfer. Von jeher hatten die Menschen um Schalchen eine besondere Beziehung zum Kobernaußerwald, der im Jahre 748 damals noch als „Höhnhart“ zum ersten Mal erwähnt wurde. Wald und Bach (Schwemmbach) waren Lebensspender für die Menschen in und um Schalchen. Durch die Gründung einer Triftanstalt im Jahre 1760 konnten die Besitzer des Kobernaußerwaldes das Holz zur Zeit der Schneeschmelze auf dem Scheiter- oder Triftbach befördern.
Im Jahre 1633 gehörten schon 14 Sensenwerke zur Innung der Sensenschmiede, darunter zwei „zu Schalchen“. Im Jahre 1779 wurde im Friedensvertrag von Teschen das bisher zu Bayern gehörende Innviertel (Innbaiern) und damit Schalchen den Habsburgern zugesprochen. Zur Zeit der Napoleonischen Kriege wurde das Land von den Franzosen ausgebeutet. Die Bevölkerung wurde so arm, dass sie sich von Wurzeln und Rinde ernährte.
Die Gemeindegründung von Schalchen ist auf das Revolutionsjahr 1848 zurückzuführen, welches nun endgültig die Freiheit der Bauern brachte. Im Jahre 1850 konstituierte sich aus den Katastralgemeinden Schalchen, Unterlochen, Furth, Weinberg, Schnellberg und Obermünichthal die Landgemeinde Schalchen, bestehend aus 37 Ortschaften mit 463 Wohnhäusern und 2127 Einwohnern. Zum ersten Bürgermeister wurde Franz Schnellberger, vulgo Lengauer, gewählt.
Im Jahre 1887 erwarb Karl Kaltenbrunner das Hammerwerk „zu Schalchen“ und modernisierte es im Jahre 1907.
Im Jahre 1892 wurde der Schulbau in Schalchen vom Gemeinderat beschlossen. Am 1. Mai 1899 wurde die zweiklassige Volksschule Schalchen eröffnet. 1900 wurde in der Schule eine Suppenanstalt eingerichtet, um arme Kinder und Schüler mit langem Schulweg zu verköstigen. Durch die Hartgeldnot sah sich die Gemeinde Schalchen im Jahre 1920 gezwungen, Notgeld auszugeben. Die Konsolidierung der Währung am 1. Mai 1925 bringt den Übergang von der Kronen- zur Schilling-Währung. Der Maurer und Kommunist Josef Helmetsberger wurde am 23. März 1943 in München-Stadelheim hingerichtet. Adolf Hitler ist mit dem Gemeinderatsbeschluss vom 7. August 1998 kein Ehrenbürger der Gemeinde Schalchen mehr.

### Religion
Anfänge christlichen Lebens gehen wahrscheinlich auf das 7. und 8. Jh. zurück. Von 1100 bis 1140 löste sich Schalchen von der Mutterpfarre Pischelsdorf und war als eigene Pfarre von 1143 bis 1438 für Mattighofen zuständig. Die erste urkundliche Erwähnung der St. Jakobskirche in Schalchen erfolgte im Jahre 1143.
Um 1200 wurde die St. Barbarakirche erbaut. Diese wurde im Jahre 1785 gesperrt und 1848 abgebrochen.
Ab 1530 verbreitete sich der Protestantismus im Lande und machte vor Schalchen nicht halt. 1438 gab Schalchen den Rang einer Pfarre an Mattighofen ab und wurde erst 1784 für einige Monate und 1961 endgültig wieder eine eigene Pfarre. 1855 wurde – unweit der ehemaligen Barbarakirche – die heute noch recht gut erhaltene Barbarakapelle errichtet.

### Einwohnerentwicklung
Im Jahre 1991 hatte die Gemeinde laut Volkszählung 3273 Einwohner. Da sowohl die Geburtenbilanz als auch die Wanderungsbilanz positiv waren, stieg die Bevölkerungszahl auf 3510 im Jahr 2001 und auf 3688 im Jahr 2011, um 2018 einen neuen Höchstwert von 3877 Personen zu erreichen.

## Kultur und Sehenswürdigkeiten

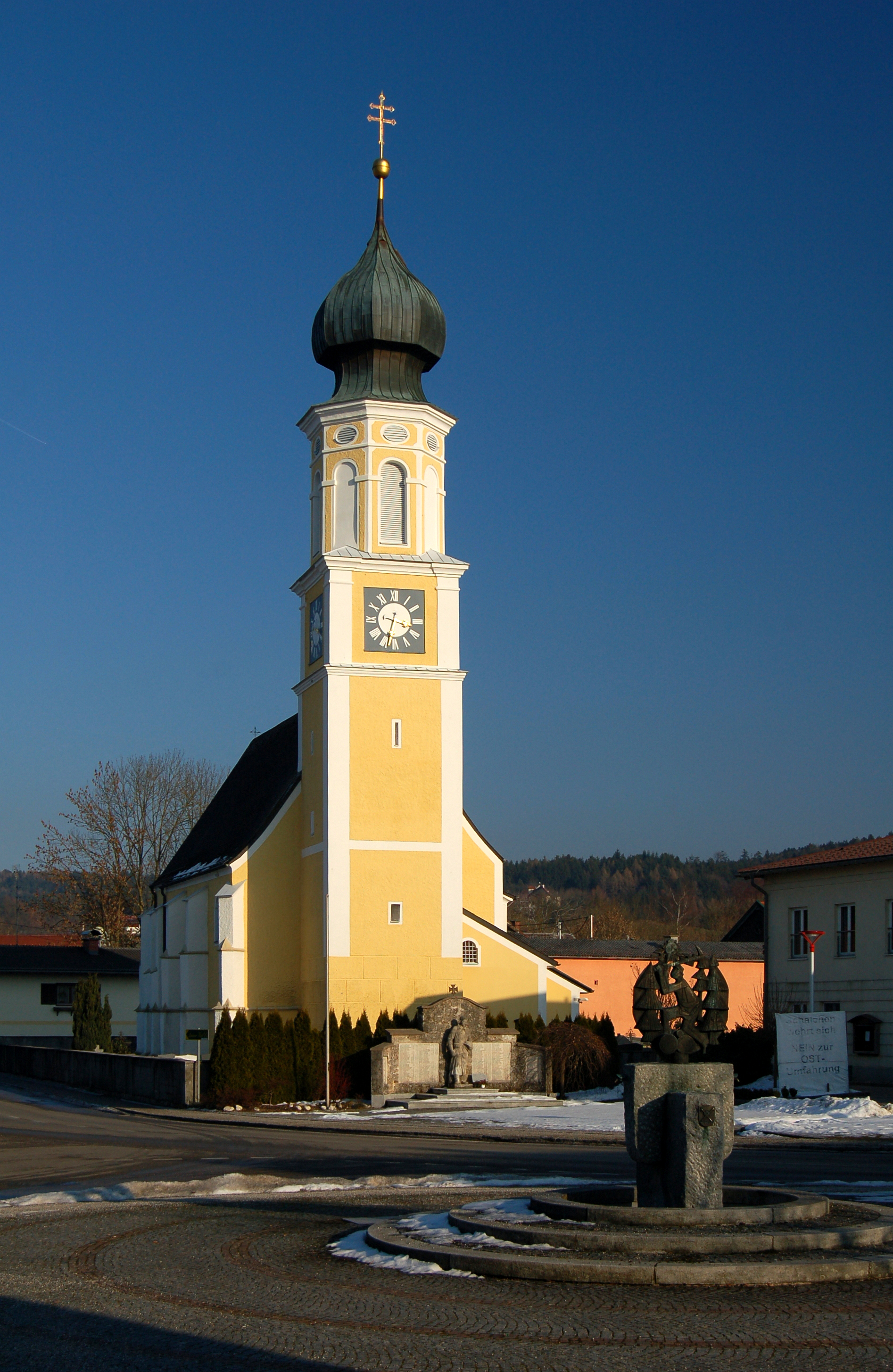
Pfarrkirche Schalchen

- Katholische Pfarrkirche Schalchen St. Jakobus der Ältere: Die Kirche geht im Kern auf einen romanischen Bau zurück. Im 15. Jahrhundert durch einen spätgotischen Bau ersetzt, der heute noch besteht. 1696 Barockisierung, im Chor und im Langhaus wurden die gotischen Gewölberippen entfernt und mit Stuck und Deckenbildern überzogen.  Hochaltar aus dem Jahr 1677 mit bemerkenswerten geschnitzten Engelsköpfen. Das Hochaltarbild schuf der Burghauser Maler Tobias Schinagl. In der südlichen Seitenkapelle befindet sich die Barbara-Gruppe (1672) vom berühmten Bildhauer Thomas Schwanthaler aus der um 1850 abgebrochenen ehemaligen Barbarakirche. Die Schnitzgruppe zeigt den Vater der Heiligen, der mit seinem Schwert gerade zum tödlichen Schlag ausholt.
- Herrenhaus Kaltenbrunner: Im Jahr 1742 im barocken Stil erbaut, diente das Gebäude in der Kaltenbrunnerstraße Nummer 11 vorwiegend als repräsentativer Landsitz. 1887 wurde es durch ein Feuer teilweise zerstört und 1898 originalgetreu wieder aufgebaut. 1904 kam unter anderem eine kleine Kapelle im neugotischen Stil dazu. Nachdem der Hammerwerkbesitzer Karl Kaltenbrunner das Haus 1906 erworben und mehrere Umbauten durchgeführt hatte, ließ er es als Herrensitz deklarieren. Bis auf die Kapelle und den Pferdestall wurde das Anwesen im Jahr 2016 abgerissen.

## Wirtschaft und Infrastruktur
Im Osten des Gemeindegebietes haben sich einige Firmen angesiedelt, zum Beispiel KTM Sportmotorcycle.
Im Jahr 2011 lebten 1894 Erwerbstätige in Schalchen. Davon arbeiteten 357 in der Gemeinde, 1537 Menschen pendelten aus. Aus den umliegenden Gemeinden kamen 524 Menschen zur Arbeit nach Schalchen.

### Bildung
- Kindergarten
- Volksschule
- Bücherei

### Verkehr
- Eisenbahn: Der direkt an der Gemeindegrenze liegende Bahnhof Mattighofen bietet Verbindungen nach Neumarkt, Braunau und Salzburg.[6]
- Straße: Durch das Gemeindegebiet verläuft die Braunauer Straße B147.

## Politik
Der Gemeinderat hat 25 Mitglieder.
- Mit den Gemeinderats- und Bürgermeisterwahlen in Oberösterreich 2003 hatte der Gemeinderat folgende Verteilung: 14 SPÖ, 9 ÖVP und 2 FPÖ.
- Mit den Gemeinderats- und Bürgermeisterwahlen in Oberösterreich 2009 hatte der Gemeinderat folgende Verteilung: 11 SPÖ, 10 ÖVP und 4 FPÖ.
- Mit den Gemeinderats- und Bürgermeisterwahlen in Oberösterreich 2015 hatte der Gemeinderat folgende Verteilung: 12 SPÖ, 7 ÖVP und 6 FPÖ.
- Mit den Gemeinderats- und Bürgermeisterwahlen in Oberösterreich 2021 hat der Gemeinderat folgende Verteilung: 13 SPÖ, 8 ÖVP und 4 FPÖ.[7][8]

### Bürgermeister
- bis 2019: Stefan Fuchs  (SPÖ)
- seit 2019: Andreas Stuhlberger (SPÖ)

### Wappen
Die Gemeindefarben sind  Blau-Weiß-Rot. Das von Herbert Erich Baumert aus Linz entworfene und am 22. September 1975 von der oberösterreichischen Landesregierung verliehene Gemeindewappen zeigt In Silber über blauem, gewelltem Schildfuß zwei blaue, schräggekreuzte Reißhaken mit roten Stielen, überdeckt durch eine rote, gestürzte Muschel. – Die Flößerhaken sowie die Wellen erinnern an die einstige Holztrift im Schwemmbach, die Muschel deutet als Attribut des Apostels Jakobus des Älteren auf das Patrozinium der Schalchener Kirche.

## Persönlichkeiten

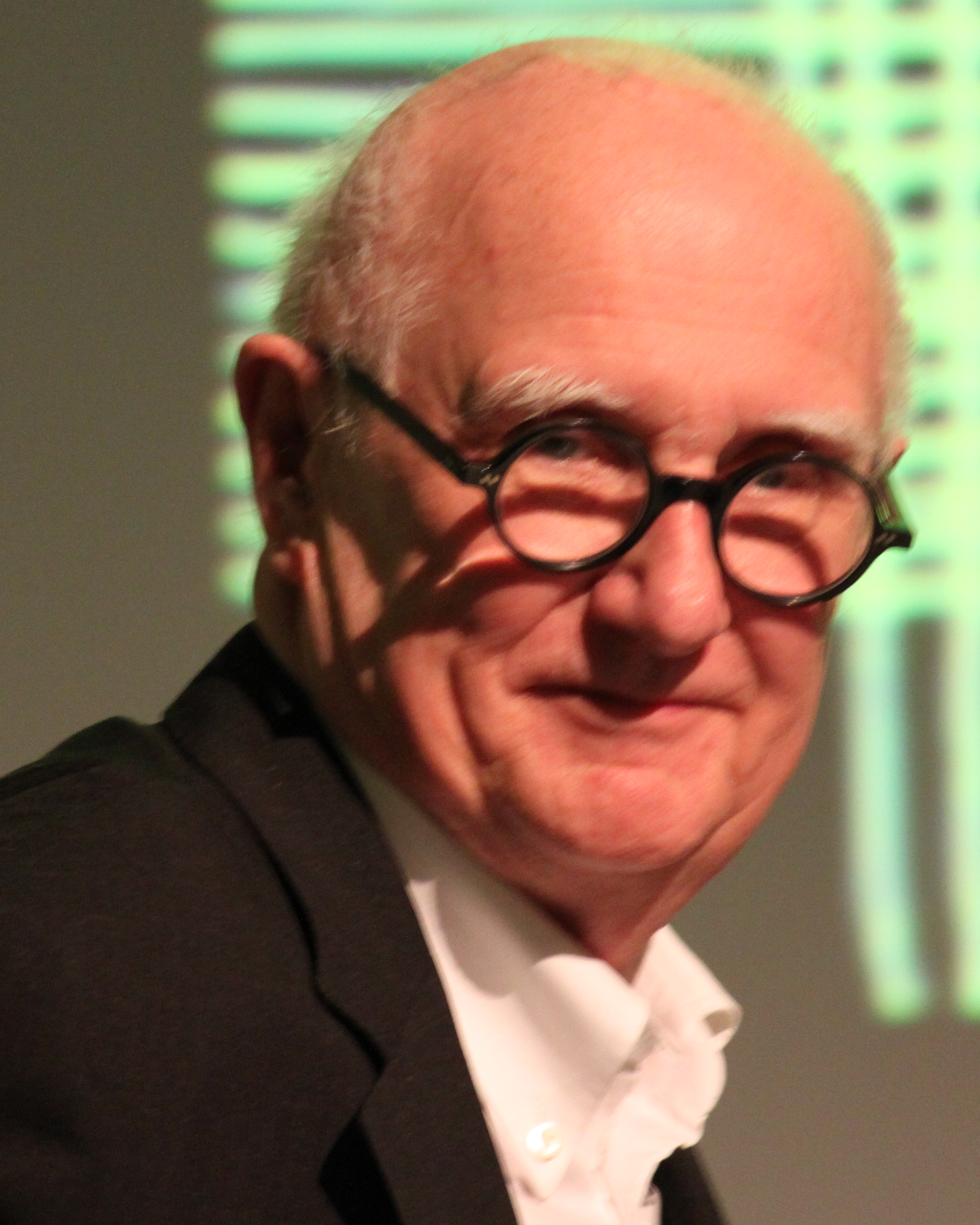
Friedrich Achleitner

### Söhne und Töchter der Gemeinde
- Sebastian Pammer (1802–1876), Sensenfabrikant und Abgeordneter der Frankfurter Nationalversammlung
- Anton Berghamer (1878–1934), Landwirt, Industrieller und Politiker
- Friedrich Achleitner (1930–2019), Architekt, Architekturkritiker und Schriftsteller (Mitglied der Wiener Gruppe)
- Charly Steinberger (1937–2019), Kameramann
- Sebastian Schönberger (* 1994), Radrennfahrer

### Mit der Gemeinde verbundene Persönlichkeiten
- Alisar Ailabouni (* 1989), Fotomodell, Siegerin der fünften Staffel der Castingshow Germany’s Next Topmodel
- Doris Fürk-Hochradl (* 1981), Schriftstellerin
- Gerald Kronberger (* 1975), Jurist
- Julia Mühlbacher (* 2004), Skispringerin
- Kerstin Reisenhofer (* 1979), Skirennläuferin